# Sourbrodt
Sourbrodt (deutsch Surbrot) ist ein Ortsteil der Gemeinde Weismes (französisch Waimes) in Ostbelgien, Provinz Lüttich, mit einer überwiegend französischsprachigen Bevölkerung, aber mit Spracherleichterungen für die Minderheit der deutschsprachigen Bevölkerung. Weismes bildet mit der Gemeinde Malmedy den Wahlkanton Malmedy.

## Geschichte
1534 baute Johan Sourbroit eine Herberge am Rande des Averscheider Waldes an der Via Mansuerisca. Hier, an den Abzweigen der Vennstraßen nach Ovifat (deutsch Fischvenn) und Hockai, sowie nach Mützenich und Kalterherberg hoffte er auf eine wirtschaftliche Zukunft. Er behielt recht. Um 1700 zählte die Siedlung bereits rund 20 Haushalte, um 1800 schon rund 65.
1815 wurde Sourbrodt im Wiener Kongress zu Preußen gegeben. Es gehörte bis 1920 zum Regierungsbezirk Aachen, Kreis Malmedy in der Rheinprovinz. Anlass war die Niederlage von Napoleon Bonaparte, der zuvor die politische Landkarte des Kontinentes erheblich verändert hatte.
Mit dem Bau der Vennbahn entwickelte sich um den Bahnhof eine dorfähnliche Gemeinschaft. An der alten Bahntrasse sind bis heute holzverarbeitende Betriebe angesiedelt.
1893 plante die preußische Militärverwaltung die Einrichtung des Truppenübungsplatzes Elsenborn im Heide- und Ödland nördlich des Ortes Elsenborn. Der „Bahnhof Sourbrodt“ wurde Verladebahnhof für die auf dem Platz übenden Einheiten. Zudem baute man für den Betrieb mit Personen- und Güterwagen die Feldbahn des Truppenübungsplatzes Elsenborn mit einer Spurbreite von 60 cm und einer Länge von 3,2 km zur Verbindung von Bahnhof und Militärlager. Diese Kleinbahn wurde vornehmlich für den Transport von Hafer, Gerste und Stroh für die Pferde eingesetzt. Lok und Kleinbahn erhielten den Namen „Feuriger Elias“.
Nach dem Ersten Weltkrieg gehörte Sourbrodt ab 1920 kraft des Versailler Vertrages zum Gouvernement Eupen-Malmedy und wurde 1925 in den belgischen Staatsverband eingegliedert.
1939 wurde der Kleinbahnbetrieb zum Camp eingestellt und die Schmalspurbahn abgebaut.
Bis 2004 diente der Bahnhof Sourbrodt noch dem Umschlag von Militärgütern für Camp Elsenborn, wobei Züge über Raeren bis 1989 und über Weismes bis 2004 verkehrten. 2004 wurde die Vennbahn stillgelegt.

## Kultur und Sehenswürdigkeiten

Sourbrodt
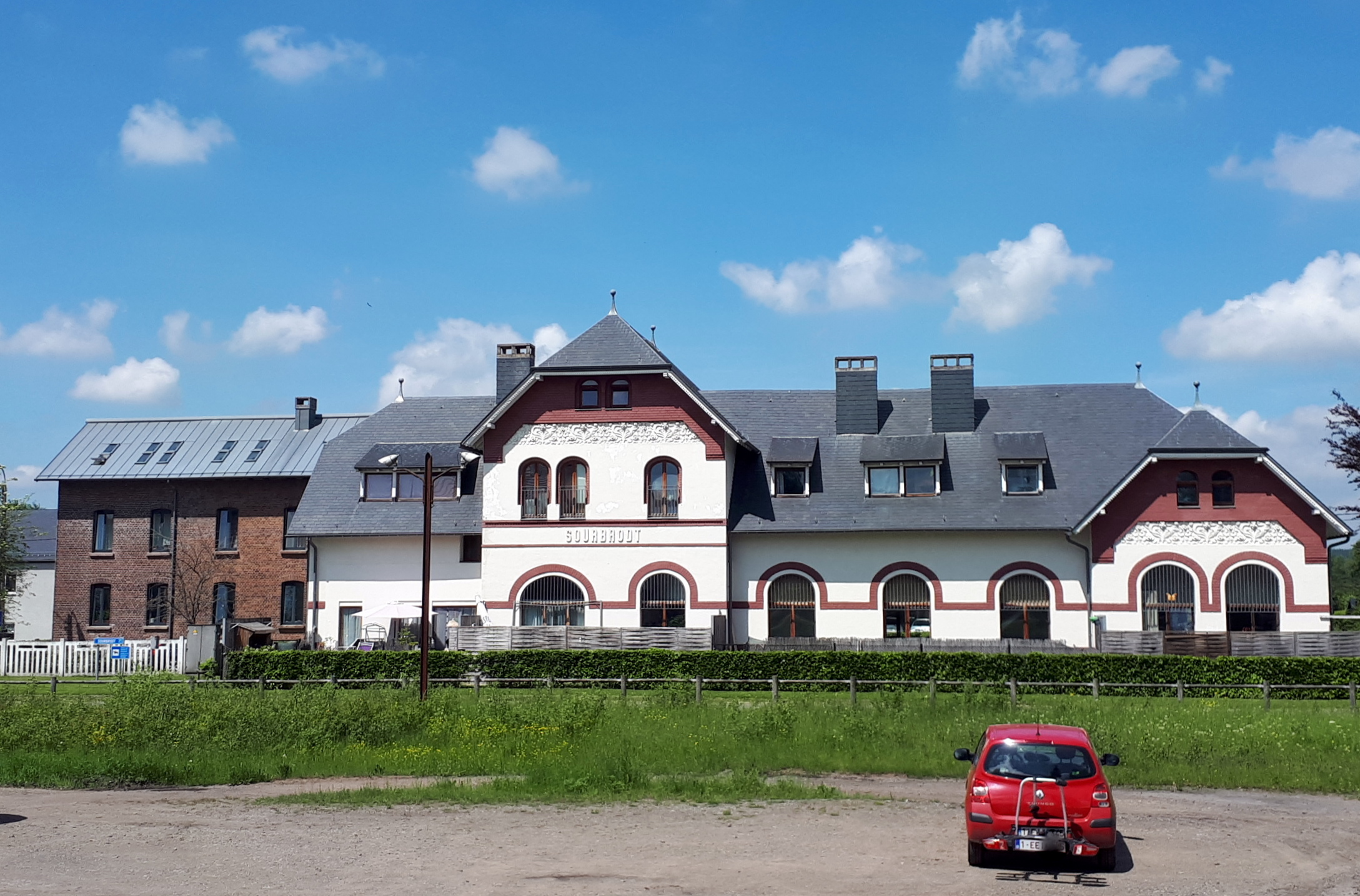
Bahnhof
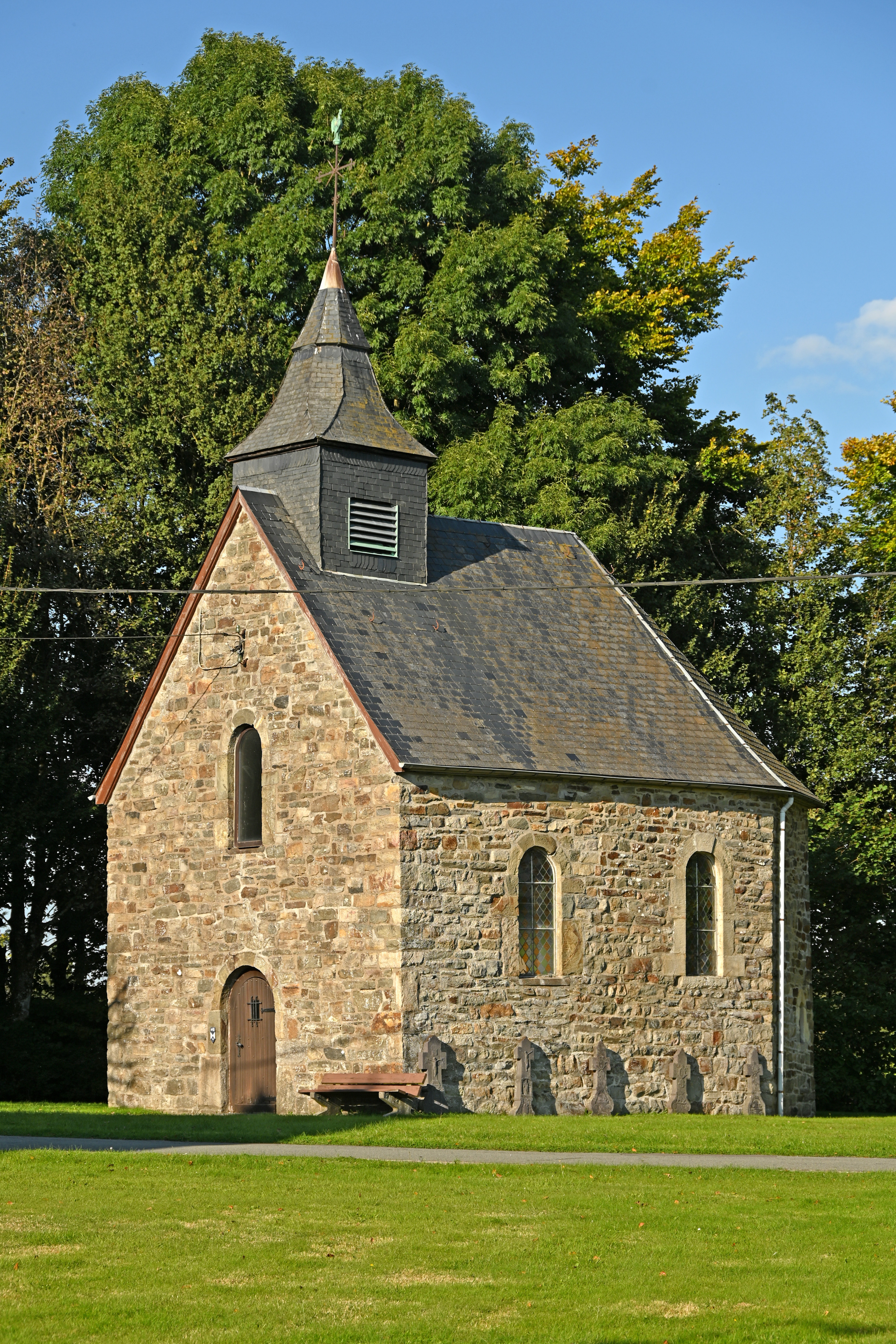
Wendelinkapelle
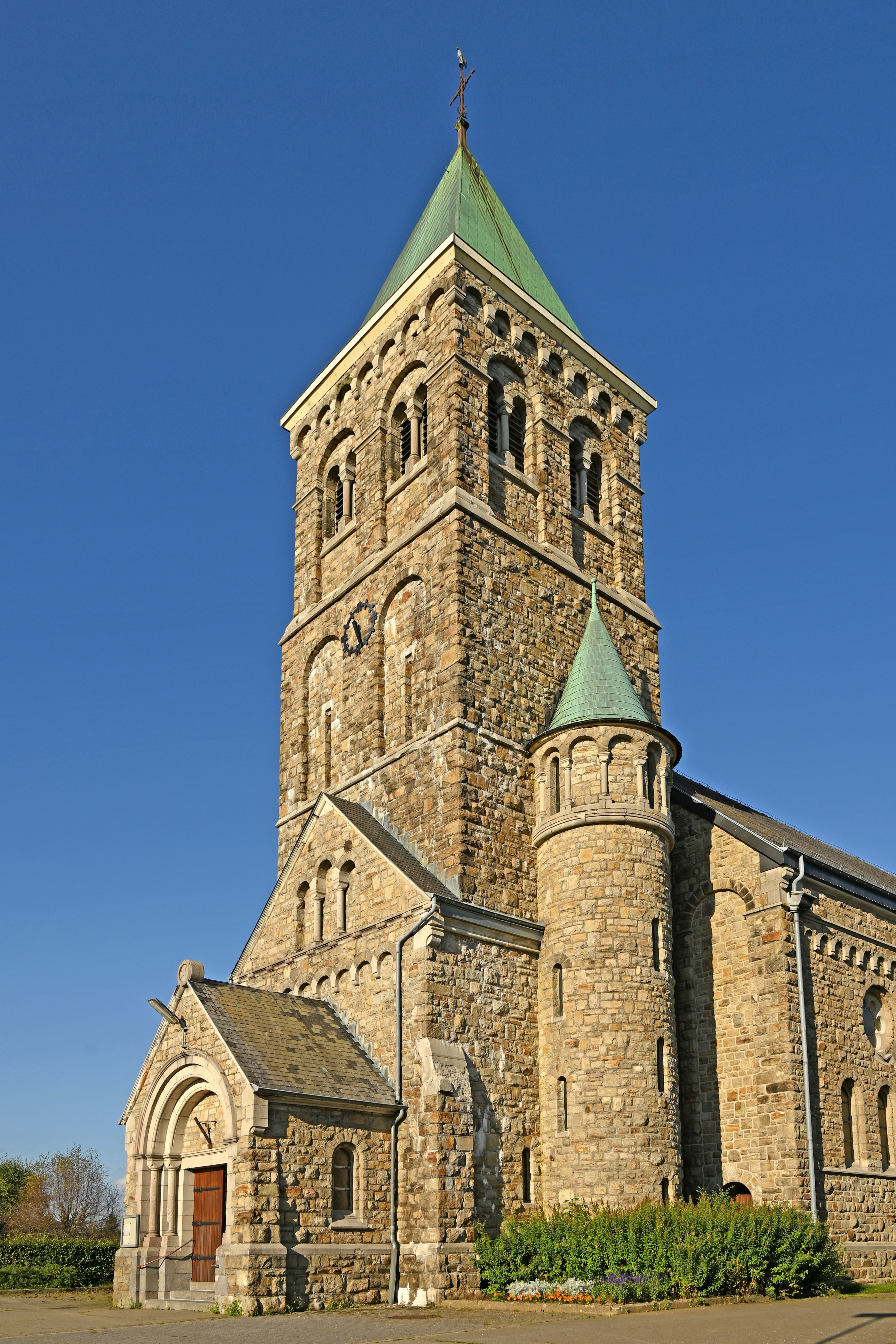
St. Wendelin
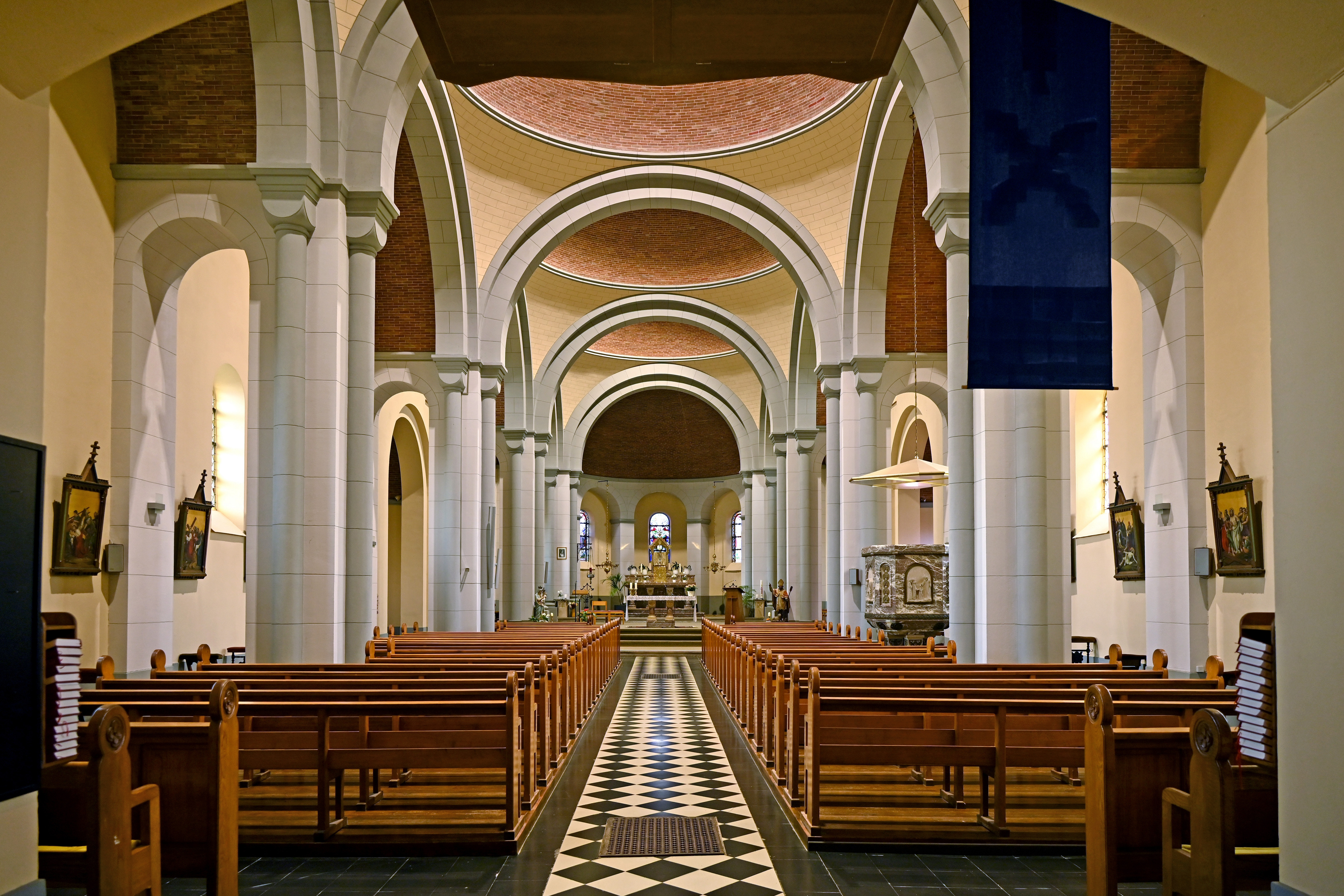
Innenraum
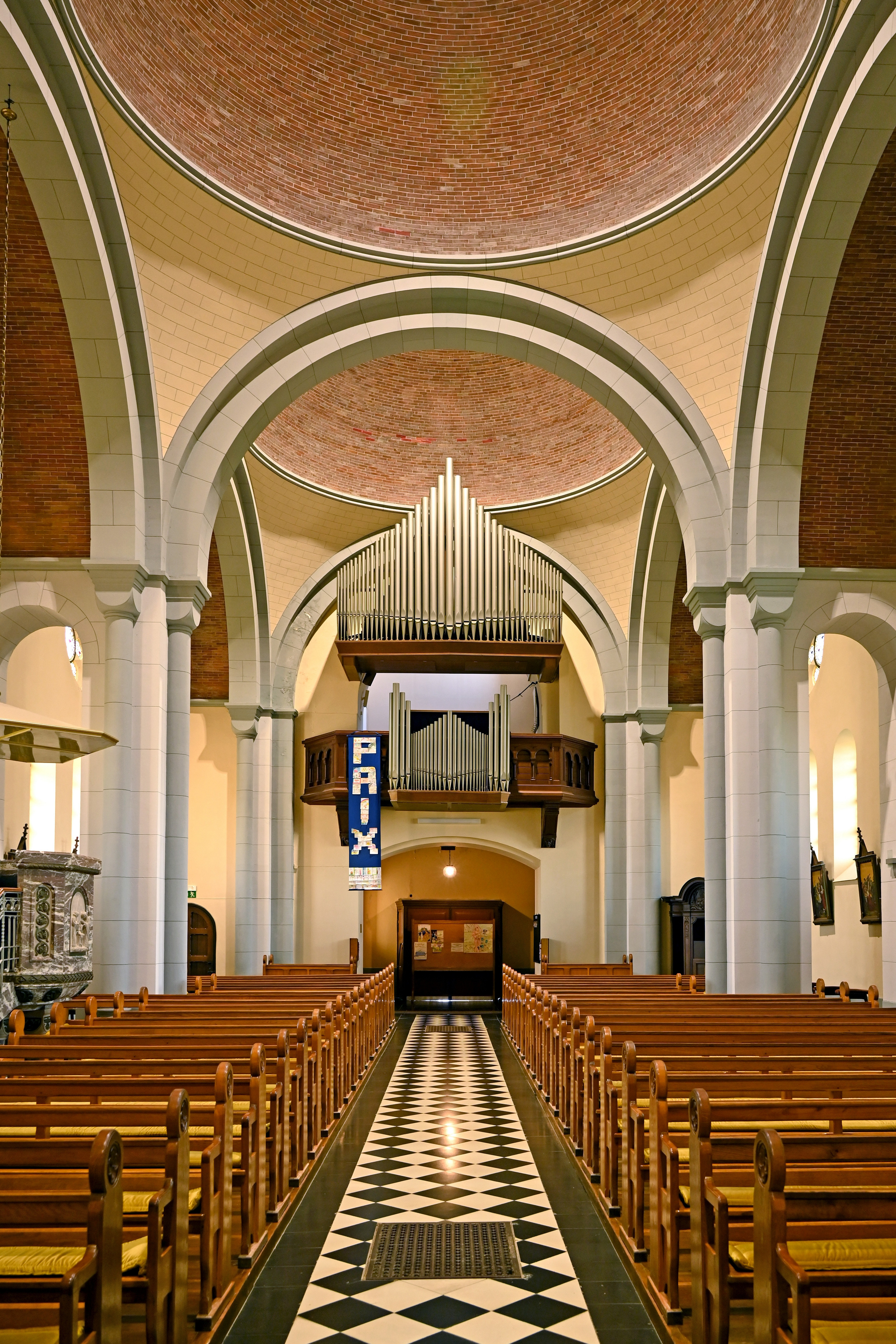
Blick zur Orgel
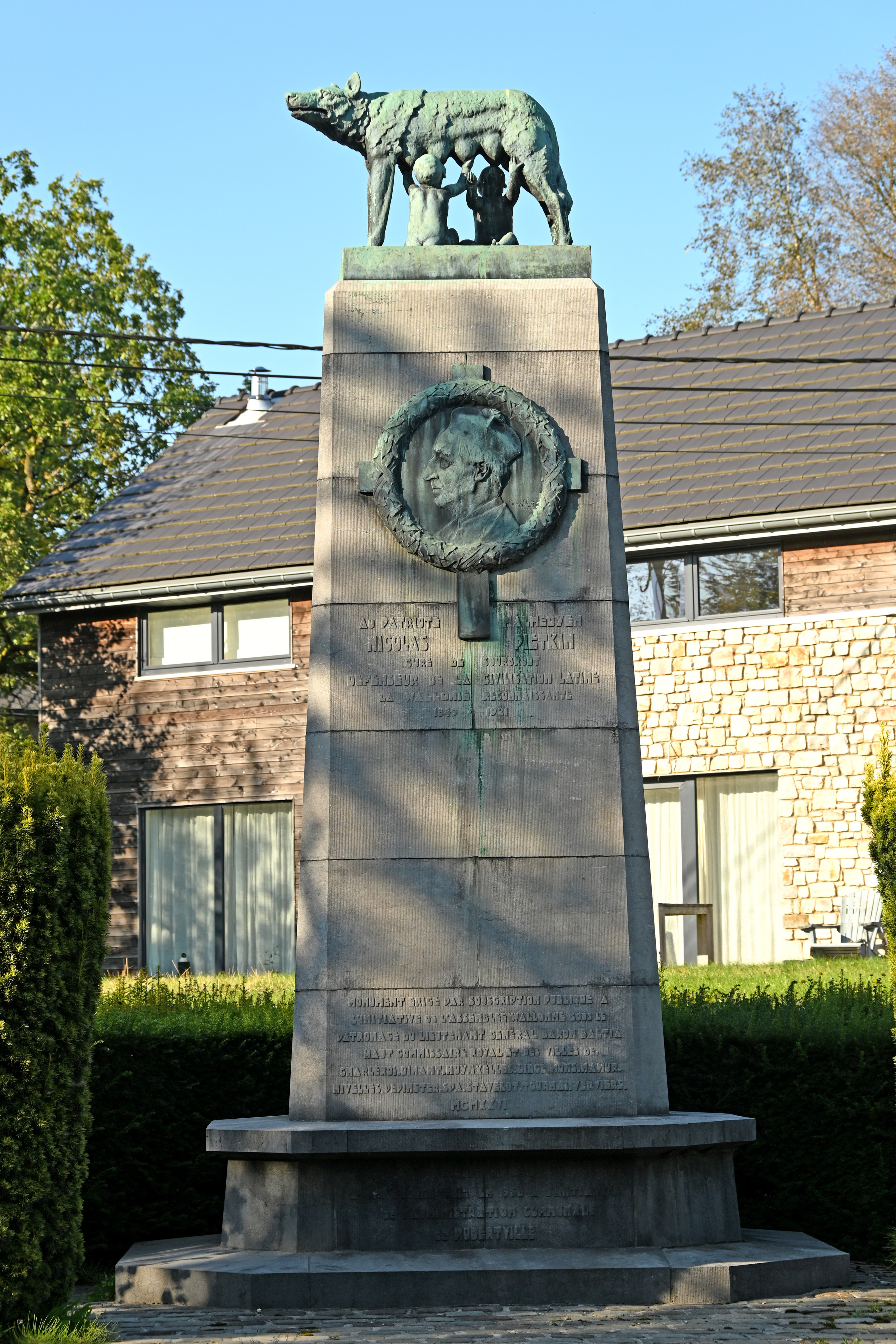
Pietkin-Denkmal
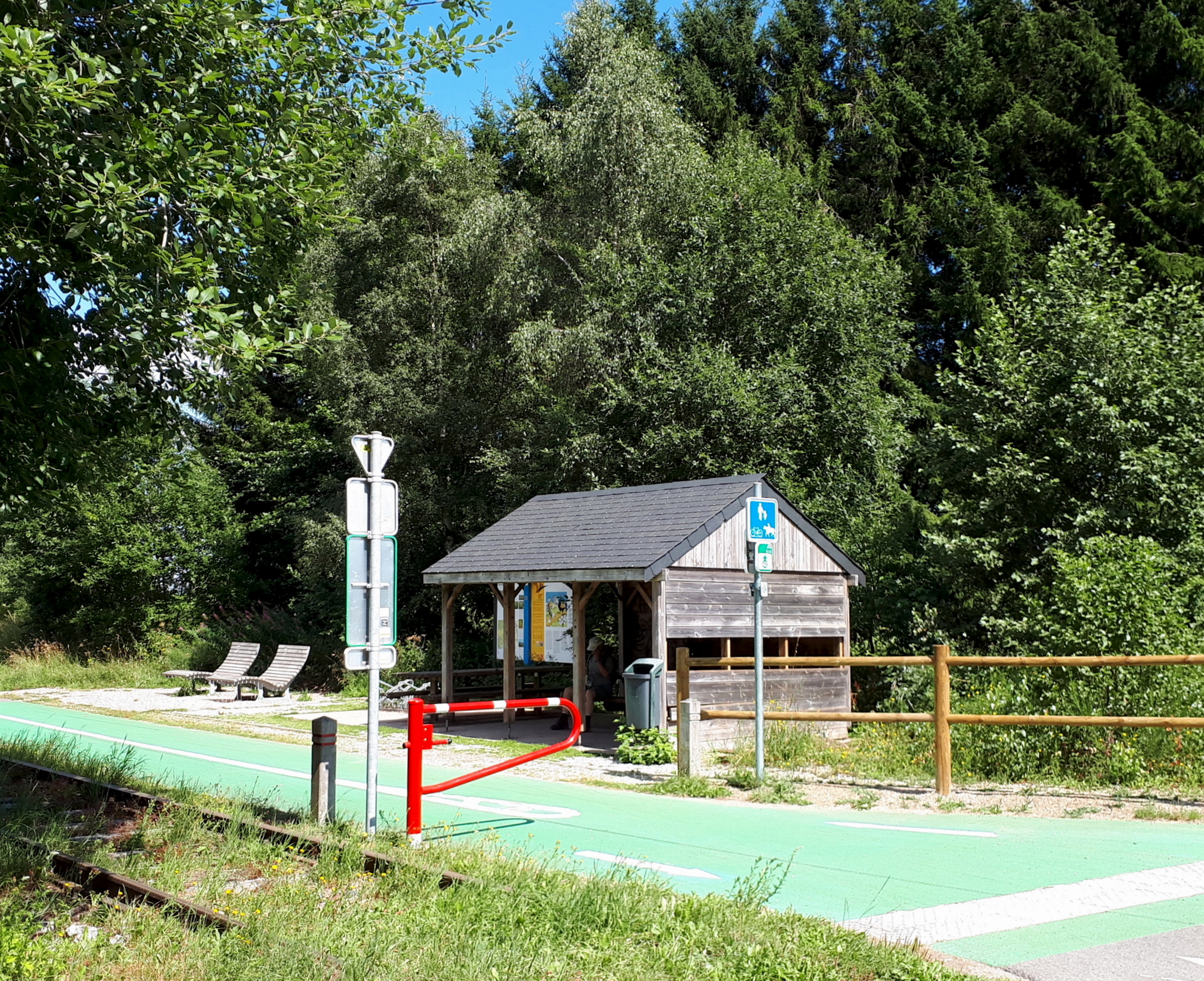
Vennbahnstation

Zentrum der recht weitläufigen Ortschaft ist die 1935 geweihte Kirche St. Wendelinus. An der Rue de Botrange (N 676) steht das Monument für Abbé Nicolas Pietkin, das in Erinnerung an den Pfarrer von Sourbrodt und seinen Einsatz für die wallonische Sprache und Identität der Malmedyer Wallonie während der Zugehörigkeit zu Preußen (1815 bis 1920) errichtet wurde. Das Denkmal zeigt die römische Wölfin, die Romulus und Remus nährt. In direkter Nachbarschaft liegt die Kapelle St. Wendelinus, der Chorraum von Sourbrodts ehemaliger Kirche aus dem Jahr 1708, die in den 1890er Jahren durch einen Brand schwer beschädigt wurde.
1963 wurde 100 m nordöstlich der Rurbrücke von Bosfange das Kreuz zum Gedenken an die russischen Gefangenen errichtet. Zwischen März 1943 und September 1944 befand sich an dieser Stelle ein Lager. Das 1992 erneuerte Kreuz ist im Stil der russisch-orthodoxen Kirche gestaltet.
Nördlich von Sourbrodt entspringt die Rur und im Ort selbst die „kleine Rur“ (La petite Roer).

## Naherholung und Tourismus

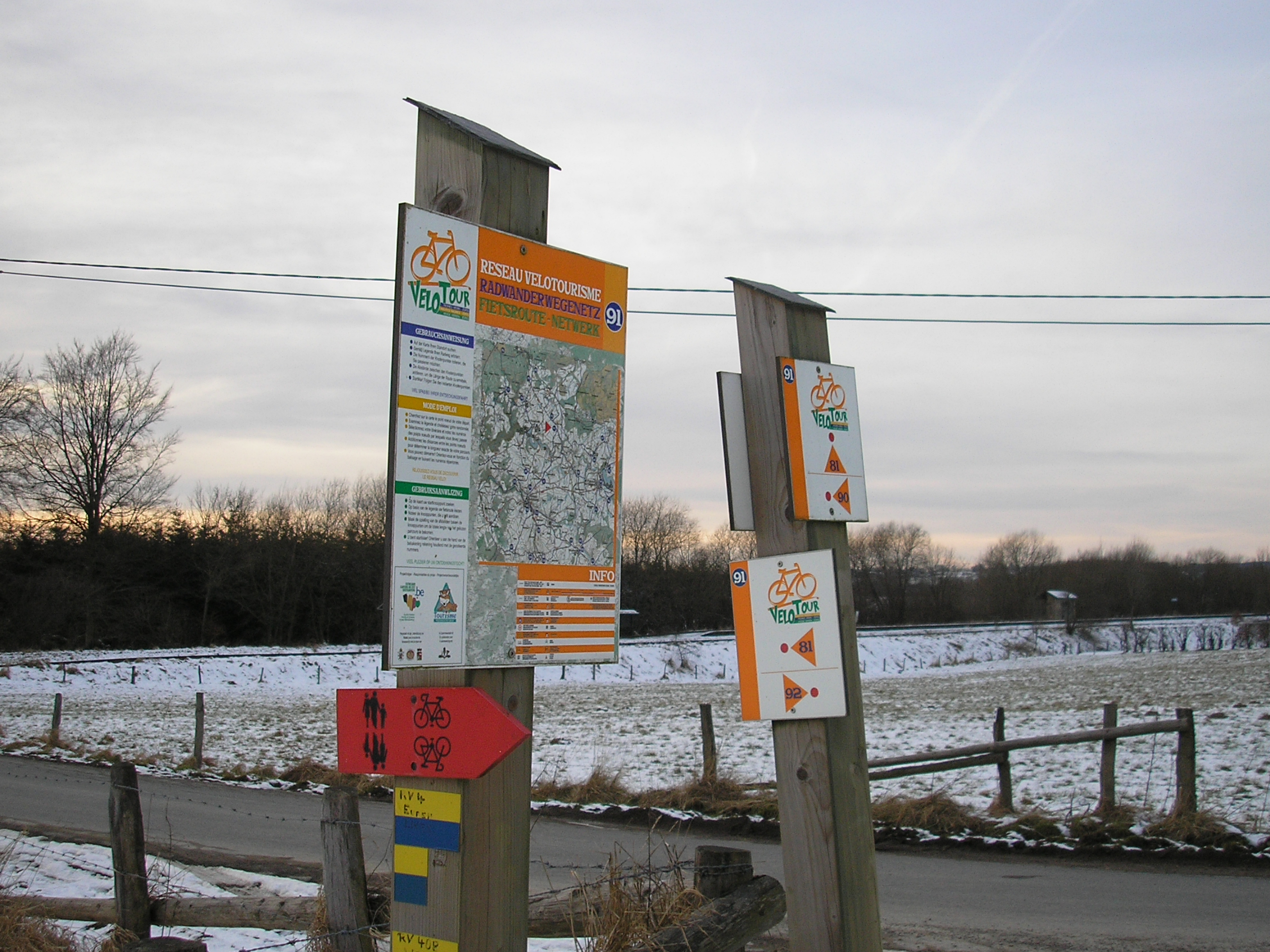
Knotenpunktsystem belgischer Radstrecken
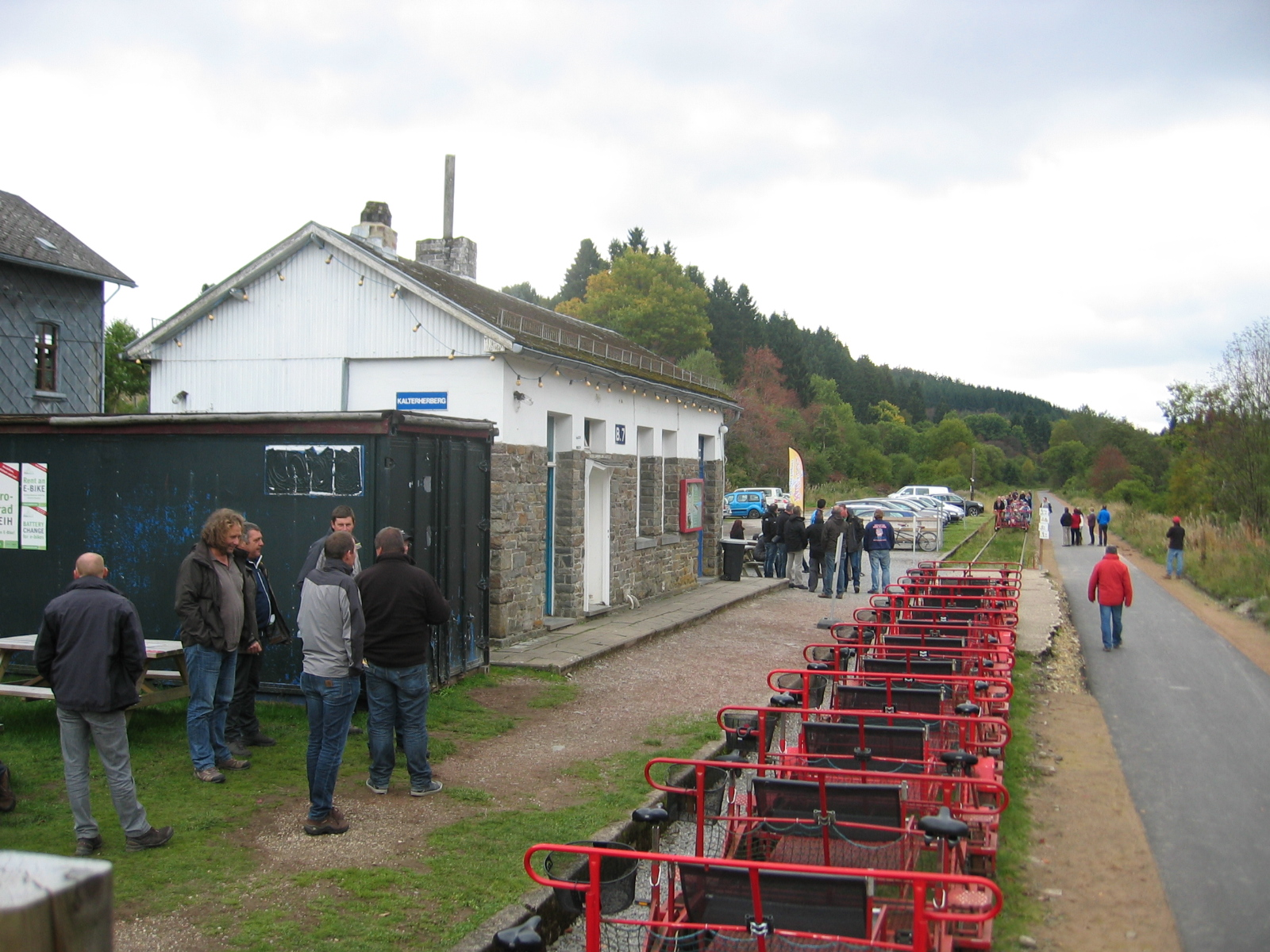
Draisinenfahrten auf der Vennbahntrasse zwischen Sourbrodt-Leykaul (Kalterherberg)
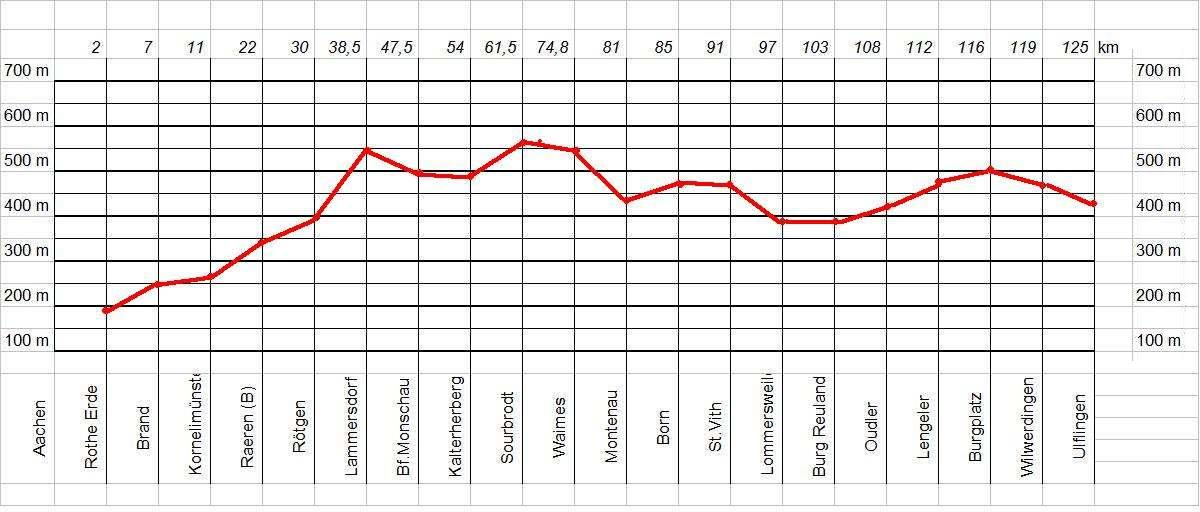
Höchster Punkt auf der Vennbahnstrecke Aachen-Ulflingen

Für Radtouristen, überwiegend auf der Vennbahntrasse unterwegs, ist Sourbrodt, auf halber Strecke zwischen Aachen und Ulflingen, mit über 560 m der höchstgelegene Punkt der Strecke. Wandertouristen schätzen die zentrale Lage und die Nähe zum hohen Venn, zur Burg Reinhardstein, zum Lac de Robertville und zum Perlenbachtal.

## Persönlichkeiten
- Didier Comès (1942–2013), Comiczeichner